# 마쓰오카 요스케
마쓰오카 요스케(일본어: 松岡 洋右, 1880년 3월 3일~1946년 6월 26일)는 일본의 외교관, 정치가이다. 제2차 세계 대전 직전의 일본 제국 외무대신이다.

## 초기 이력
1880년 야마구치현에서 태어나 사촌 겐스케와 함께 1893년 미국에 건너가 오리건주 포틀랜드에 정착했다. 이후 미국인 던바 부인의 가정에서 하숙하였다. 던바 부인은 마쓰오카의 미국적응을 도와 주었다.
이후 포틀랜드의 애킨슨 그래머 스쿨(초등학교)에 입학하였고, 프랭크(Frank)라는 미국이름을 갖게 되었으며 던바 가족의 영향으로 기독교도로 자라났다. 이후 캘리포니아의 오클랜드로 가서 오클랜드 고등학교를 졸업하고, 포틀랜드로 돌아왔다. 그는 법학자의 꿈을 갖고, 버스안내원, 커피 외판원, 일본어 통역자로 고학하면서 1900년 오리건 대학교의 로스쿨을 졸업하였다. 이 당시 그는 독실한 기독교도였으며, 고등학교 시절엔 열성적으로 성경공부에 참여하기도 했다.

## 외교관
마쓰오카는 1902년 고국으로 돌아와 외교관이 되었으며 2년 뒤 상하이의 부영사가 되었다. 이후 18년간 그는 승진을 거듭하다 1921년 퇴직하고, 남만주 철도(이하 만철)의 간부가 되어 만주로 건너갔다. 1930년 만철에서 퇴직하여 중의원 선거에 출마하여 당선되었다.
1933년 일본이 만주사변을 일으키고 괴뢰국가인 만주국을 세워 국제적 여론이 악화되고, 국제연맹이 현지에 조사단을 파견하자, 마쓰오카의 주도하에 일본은 국제연맹을 탈퇴하였다. 이후 의원직을 사퇴하고, 다시 만주로 건너가 만철 총재가 되었고, 이 당시 관동군에서 특무장교로 근무중이던 도조 히데키와 급속히 가까워졌다.

## 외무대신 (1940 ~ 1941)

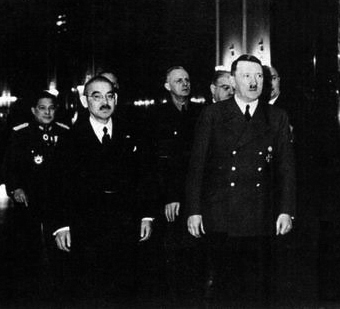
나치 독일 총통 아돌프 히틀러와의 만남.

제2차 고노에 내각에서 마쓰오카는 외무대신에 임명되었는데, 이는 내무대신 히라누마 기이치로의 강력한 반대를 받았다. 마쓰오카는 일본-나치 독일-이탈리아 왕국 간의 삼국 동맹 조약을 강하게 옹호했다. 마쓰오카는 이것이 중국을 침략하는 일본을 점점 압박하는 미국을 견제하기 위한 최적의 균형추라고 생각했다. 그리하여 그는 1940년 맺어진 삼국 동맹 조약의 주역 중 한 사람이 되었다.
한편 1940년 12월 31일, 마쓰오카는 유대인 사업가들에게, "일본은 독일과 동맹을 맺고 있지만, 일본은 그들의 반유대정책과는 무관하다" 고 말하기도 했다.
마쓰오카는 1941년 4월 소련-일본 중립 조약을 주도하기도 하였다. 그러나 1941년 6월 독소 전쟁이 발발하자, 히틀러는 일본에게 소련을 공격해달라고 요청하였고, 마쓰오카는 이를 강력히 지지하였다. 그리하여 고노에 총리과 육해군 고위장교들에게 이를 실행할 것을 강하게 압박하였다. 그러나 그들은 소련 공격대신 미국을 공격하고 남방으로 진출하기로 결정했다.
마쓰오카는 계속 소련 공격을 주장하는 동시에 미국을 상대로한 협상에서 강경해졌다. 마쓰오카는 미국이 일본을 전쟁으로 몰아가기 위해 음모를 꾸미고 있다고 생각했다. 이후 자신의 하인들을 시켜 입장을 전달했다. 마쓰오카의 미국에 대한 적의는 고노에를 놀라게 하였다. 고노에는 미국을 상대로한 전쟁을 피하려고 했기 때문이다. 고노에는 내각을 개편하기 위해 일시적으로 사임하여 마쓰오카를 물러나게 했고, 이후 다시 수상에 올라 도요다 데이지로를 새로운 외무대신으로 임명하였다.

## 이후
마쓰오카는 이후 전쟁기간 동안 별다른 역할 없이 지내다가 1945년 일본의 항복 이후 극동국제군사재판에 기소되었다. 그러나 재판이 끝나기도 전에 옥사하였다.
사후 사당이 건립되었다.